# Tikka T3

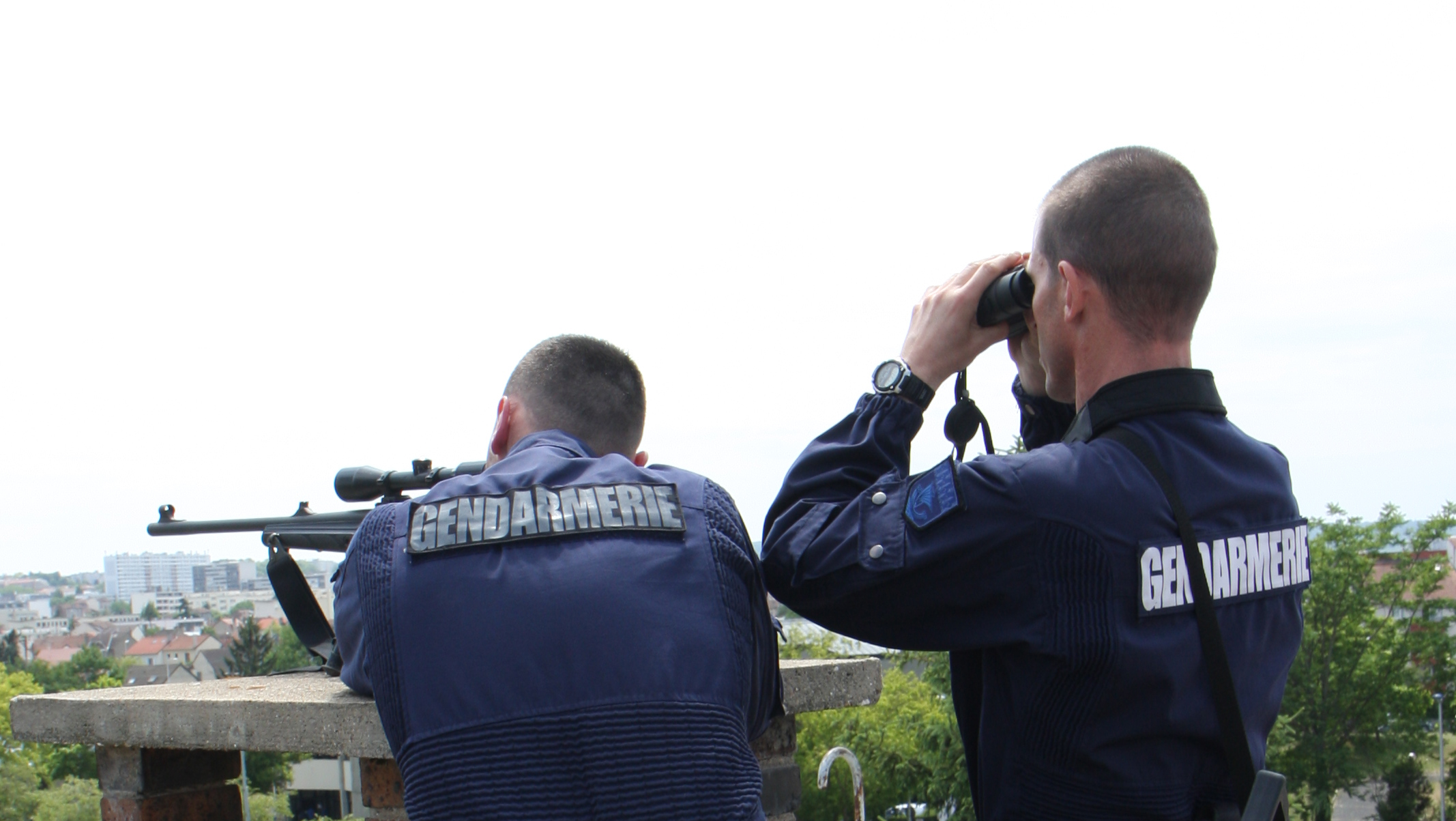
Gendarmes de la Garde républicaine en position avec le Tikka T3.

Le Tikka T3 est un fusil de précision à verrou, notamment utilisé par la gendarmerie française et certaines compagnies républicaines de sécurité, fabriqué par SAKO sous leur marque Tikka (en) à Riihimäki, en Finlande depuis 2003. La série est disponible dans une grande variété de configurations de visée, de calibre et de crosse différentes ainsi que plusieurs longueurs de canon. 